# Joseph May

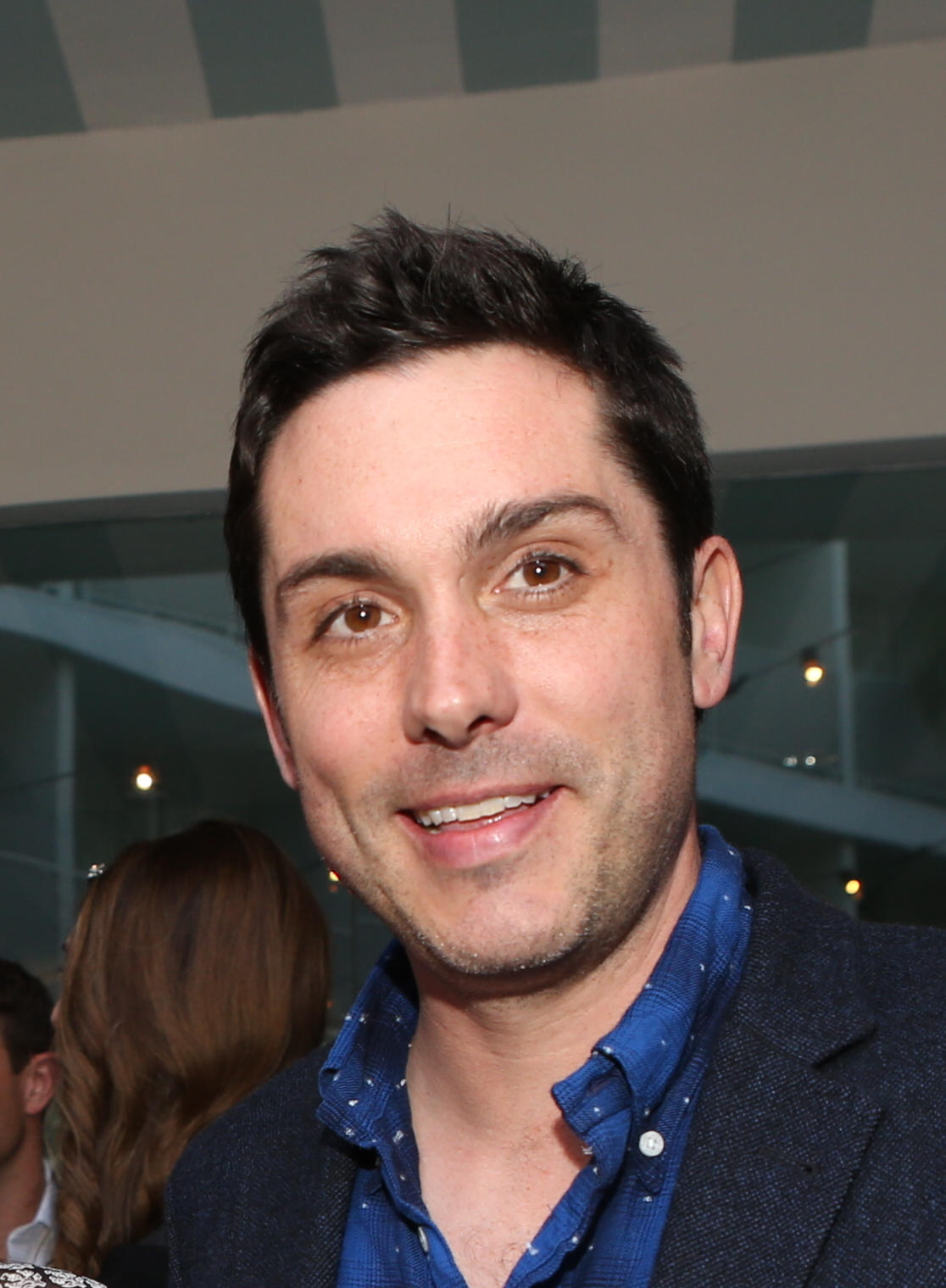
Joseph May (2014)

Joseph May (* 16. Juni 1976 in Southampton, Hampshire, England) ist ein kanadischer Schauspieler und Synchronsprecher britischer Herkunft.
Am bekanntesten ist er als US-Stimme der Lokomotive Thomas aus der Serie Thomas, die kleine Lokomotive.

## Leben und Karriere
Joseph May wurde am 16. Juni 1976 in Southampton geboren, wuchs jedoch in Calgary auf und kehrte für sein Studium an der London Academy of Music and Dramatic Art nach England zurück.
In den ersten Jahren in seiner Karriere trat May in verschiedenen Gastrollen in unterschiedlichen Fernsehserien auf, so unter anderem in Stargate: Atlantis, Episodes oder Titanic.
Seine erste Filmrolle hatte er 1997 im Biopic Oscar Wilde über den gleichnamigen Schriftsteller; dort spielte er eine Nebenrolle als Minenarbeiter.
2015 stieß er zur Besetzung der britischen Fernsehserie Thomas, die kleine Lokomotive, in deren US-Version er die Rolle des gleichnamigen Charakters übernahm, da der vorherige Sprecher Martin Sherman ausgestiegen war.
Nachdem er die Rolle zunächst in einem Special sprach, übernahm er sie weiterhin bis zum Ende der Serie im Jahr 2021.
Zuletzt trat er wieder in Realserien auf, wie in Der Doktor und das liebe Vieh oder jüngst in der zweiten Staffel von Raised by Wolves.
Auch in Videospielen war er tätig, so sprach im 2013 erschienenen Spiel Lego City Undercover sowie in dessen Prequel Lego City Undercover: The Chase Begins den Protagonisten Chase McCain. 2017 übernahm er die Rolle erneut für das Spiel Lego Dimensions. Abseits dessen war er auch in Horizon Zero Dawn als Jost bzw. Saravad zu hören.
May lebt seit 2009 mit seiner Familie wieder in seiner Heimat.

## Filmografie

### Filme
- 1997: Oscar Wilde
- 2015: Thomas & Friends: The Adventure Begins)
- 2015: Thomas und seine Freunde: Sodors Legende vom verlorenen Schatz (Thomas & Friends: Sodor's Legend Of The Lost Treasure)
- 2016: Das große Rennen (The Great Race)
- 2017: Auf großer Reise (Journey Beyond Sodor
- 2018: Große Welt! Große Abenteuer! Der Film (Big World! Big Adventures! The Movie)
- 2019: Schnelle Hilfe vom Dampflok-Team (Steam Team to the Rescue)
- 2019: Ausgrabungen und Abenteuer: Alle Schienen führen nach Rom (Digs and Discoveries: All Tracks lead to Rome)
- 2019: Ausgrabungen und Abenteuer: Das geheimnisvolle Bergwerk (Digs and Discoveries: Mines of Mystery)
- 2020: The Royal Engine

### Serien
- 1997: Casualty (8 Folgen)
- 2004: Stargate: Atlantis (Folgen 1x04, 1x12)
- 2007: Psych (Folge 2x10)
- 2011–2017: Episodes (22 Folgen)
- 2012: Titanic (3 Folgen)
- 2015–2021: Thomas, die kleine Lokomotive (138 Folgen, US-Stimme)
- 2021: Der Doktor und das liebe Vieh (Folgen 2x03, 2x05)
- 2022: Raised by Wolves (4 Folgen, Stimme)

### Videospiele
- 2013: Lego City Undercover
- 2013: Lego City Undercover: The Chase Begins
- 2017: Lego Dimensions
- 2017: Horizon Zero Dawn
- 2020: Cyberpunk 2077

## Deutsche Synchronstimme
May hatte bislang keinen Stammsprecher, weshalb er je nach Projekt von René Dawn-Claude (Episodes), Steven Merting (Titanic) oder Tammo Kaulbarsch (Oscar Wilde) gesprochen wurde.
Dennoch wird er in der Rolle des Chase McCain bis dato von Sven Gerhardt synchronisiert.